# Джульєт Катберт
Джульєт Джин Катберт (англ. Juliet Jean Cuthbert; 9 квітня 1964) — ямайська легкоатлетка, що спеціалізувалась у спринтерському бігові.
Брала участь у чотирьох поспіль літніх Олімпійських іграх, виборола три олімпійських медалі.
У 1992 році визнавалась спортсменкою року на Ямайці.

## Виступи на Олімпіадах
| Олімпіада         | Дисципліна                    | Місце |
| ----------------- | ----------------------------- | ----- |
| Лос-Анджелес 1984 | біг на 100 метрів (жінки)     | 8 (½) |
| Лос-Анджелес 1984 | естафета 4×100 метрів (жінки) | 8     |
| Сеул 1988         | біг на 100 метрів (жінки)     | 7     |
| Сеул 1988         | естафета 4×100 метрів (жінки) | 3 (½) |
| Барселона 1992    | біг на 100 метрів (жінки)     | 2     |
| Барселона 1992    | біг на 200 метрів (жінки)     | 2     |
| Барселона 1992    | естафета 4×100 метрів (жінки) | н/фін |
| Атланта 1996      | біг на 100 метрів (жінки)     | 5 (½) |
| Атланта 1996      | біг на 200 метрів (жінки)     | 7     |
| Атланта 1996      | естафета 4×100 метрів (жінки) | 3     |